# Міма Яушовець
Міма Яушовець (словен. Mima Jaušovec) — югославська (словенська) тенісистка, чемпіонка Ролан-Гарросу в одиночному та парному розрядах.
Яушовець першою із югославських тенісисток виграла турнір Великого шолома. Сталося це 1987 року, коли в фіналі вона переграла румунку Вірджинію Рузічі. Наступного року вона об'єдналася з Рузічі, й разом вони виграли Ролан-Гаррос у парному розряді.

## Значні фінали

### Турніри Великого шолома

#### Одиночний розряд 3 (1 титул)
| Результат | Рік  | Турнір      | Поверхня | Супротивниця     | Рахунок            |
| Перемога  | 1977 | French Open | Ґрунт    | Флоренца Міхай   | 6–2, 6–7(5–7), 6–1 |
| Поразка   | 1978 | French Open | Ґрунт    | Вірджинія Рузічі | 2–6, 2–6           |
| Поразка   | 1983 | French Open | Ґрунт    | Кріс Еверт       | 1–6, 2–6           |

#### Пари: 2 (1 титул)
| Результат | Рік  | Турнір      | Поверхня | Партнерка        | Супротивниці                           | Рахунок             |
| Перемога  | 1978 | French Open | Ґрунт    | Вірджинія Рузічі | Гейл Шерріфф Ловера Леслі Тернер Баурі | 5–7, 6–4, 8–6       |
| Поразка   | 1978 | Wimbledon   | Трава    | Вірджинія Рузічі | Керрі Мелвілл Рід Венді Тернбулл       | 4–6, 9–8(10–8), 6–3 |

### Історія виступів

#### Одиночний розряд
| Турнір                 | 1974  | 1975  | 1976  | 1977  | 1977  | 1978  | 1979  | 1980  | 1981  | 1982  | 1983  | 1984  | 1985  | 1986  | 1987  | 1988  | Усп    |
| ---------------------- | ----- | ----- | ----- | ----- | ----- | ----- | ----- | ----- | ----- | ----- | ----- | ----- | ----- | ----- | ----- | ----- | ------ |
| Australian Open        | A     | A     | A     | A     | A     | A     | A     | ПФ    | 3к    | 2к    | A     | A     | A     | NH    | A     | 1к    | 0 / 4  |
| French Open            | 2к    | 2к    | 2к    | П     | П     | Ф     | 2к    | 3к    | ЧФ    | 4к    | F     | 3к    | 2к    | 3к    | 1к    | A     | 1 / 14 |
| Wimbledon              | 3к    | 4к    | 4к    | 3к    | 3к    | ЧФ    | 2к    | A     | ЧФ    | 2к    | 3к    | 1к    | 1к    | 1к    | A     | A     | 0 / 12 |
| US Open                | 2к    | 1к    | ПФ    | ЧФ    | ЧФ    | 2к    | 2к    | ЧФ    | 2к    | 2к    | 3к    | 3к    | 2к    | A     | A     | A     | 0 / 12 |
| Успішність             | 0 / 3 | 0 / 3 | 0 / 3 | 1 / 3 | 1 / 3 | 0 / 3 | 0 / 3 | 0 / 3 | 0 / 4 | 0 / 4 | 0 / 3 | 0 / 3 | 0 / 3 | 0 / 2 | 0 / 1 | 0 / 1 | 1 / 42 |
| Рейтинг на кінець року |       | 40    | 11    | 11    | 11    | 19    | 20    | 17    | 11    | 12    | 23    | 87    | 71    | 184   | 233   | 362   |        |

Note: The Australian Open was held twice in 1977, in January and December.

## Фінали турнірів WTA

### Одиночний розряд: 14 (5–9)
| Перемога — Легенда                |
| --------------------------------- |
| Турніри Великого шолома (1–2)     |
| Турніри WTA Tour (0–0)            |
| Virginia Slims, Avon, Other (4–7) |

| Титули за покриттям |
| ------------------- |
| Тверде (0–0)        |
| Трава (0–0)         |
| Ґрунт (4–5)         |
| Килим (1–4)         |

| Результат | W/L | Дата     | Турнір                               | Покриття  | Опонент             | Рахунок            |
| --------- | --- | -------- | ------------------------------------ | --------- | ------------------- | ------------------ |
| Поразка   | 0–1 | Лип 1974 | Кіцбюель, Австрія                    | Ґрунт     | Мірка Кожелугова    | 3–6, 0–6           |
| Перемога  | 1–1 | Тра 1976 | Рим, Італія                          | Ґрунт     | Леслі Гант          | 6–1, 6–3           |
| Перемога  | 2–1 | Сер 1976 | Торонто, Канада                      | Ґрунт     | Леслі Гант          | 6–2, 6–0           |
| Перемога  | 3–1 | Тра 1977 | Відкритий чемпіонат Франції з тенісу | Ґрунт     | Флоренца Міхай      | 6–2, 6–7(5–7), 6–1 |
| Поразка   | 3–2 | Сер 1977 | Charlotte, US                        | Ґрунт     | Мартіна Навратілова | 6–3, 2–6, 1–6      |
| Перемога  | 4–2 | Тра 1978 | Гамбург, West Німеччина              | Ґрунт     | Вірджинія Рузіч     | 6–2, 6–3           |
| Поразка   | 4–3 | Тра 1978 | Відкритий чемпіонат Франції з тенісу | Ґрунт     | Вірджинія Рузіч     | 2–6, 2–6           |
| Поразка   | 4–4 | Бер 1981 | Boston, US                           | Килим (i) | Кріс Еверт          | 4–6, 4–6           |
| Поразка   | 4–5 | Жов 1981 | Brighton, UK                         | Килим (i) | Сью Баркер          | 6–4, 1–6, 1–6      |
| Поразка   | 4–6 | Лют 1982 | Detroit, US                          | Килим (i) | Андреа Єйгер        | 6–2, 4–6, 2–6      |
| Перемога  | 5–6 | Бер 1982 | Лос-Анджелес, US                     | Килим (i) | Сільвія Ганіка      | 6–2, 7–6(7–4)      |
| Поразка   | 5–7 | Бер 1982 | Dallas, US                           | Килим (i) | Мартіна Навратілова | 3–6, 2–6           |
| Поразка   | 5–8 | Тра 1983 | French Open                          | Ґрунт     | Кріс Еверт          | 1–6, 2–6           |
| Поразка   | 5–9 | Лип 1985 | Gastein Ladies, Австрія              | Ґрунт     | Вірджинія Рузіч     | 2–6, 3–6           |

### Парний розряд: 20 (11–9)
| Перемога — Легенда                 |
| ---------------------------------- |
| Турніри Великого шолома (1–1)      |
| Турніри WTA Tour (0–0)             |
| Virginia Slims, Avon, Other (10–8) |

| Титули за покриттям |
| ------------------- |
| Тверде (0–1)        |
| Трава (0–1)         |
| Ґрунт (5–2)         |
| Килим (6–5)         |

| Результат | Ранг | Дата              | Турнір                               | Покриття  | Партнер             | Опоненти                                  | Рахунок             |
| --------- | ---- | ----------------- | ------------------------------------ | --------- | ------------------- | ----------------------------------------- | ------------------- |
| Перемога  | 1.   | 4 листопада 1974  | Edinburgh                            | Килим (i) | Вірджинія Рузіч     | Ісабель Фернандес де Сото Ракель Хіскафре | 6–4, 4–6, 6–4       |
| Поразка   | 1.   | 24 січня 1977     | Minneapolis                          | Килим (i) | Вірджинія Рузіч     | Розмарі Касалс Мартіна Навратілова        | 2–6, 1–6            |
| Перемога  | 2.   | 15 травня 1978    | Гамбург                              | Ґрунт     | Вірджинія Рузіч     | Катя Еббінгаус Гельга Ніссен Мастгофф     | 6–4, 5–7, 6–0       |
| Перемога  | 3.   | 22 травня 1978    | Рим                                  | Ґрунт     | Вірджинія Рузіч     | Флоренца Міхай Бетсі Нагелсен             | 6–2, 2–6, 7–5       |
| Перемога  | 4.   | 29 травня 1978    | Відкритий чемпіонат Франції з тенісу | Ґрунт     | Вірджинія Рузіч     | Гейл Шанфро Леслі Тернер Боурі            | 5–7, 6–4, 8–6       |
| Поразка   | 2.   | 26 червня 1978    | Вімблдонський турнір                 | Трава     | Вірджинія Рузіч     | Керрі Мелвілл Венді Тернбулл              | 6–4, 8–9(8–10), 3–6 |
| Поразка   | 3.   | 23 жовтня 1978    | Фільдерштадт                         | Килим (i) | Вірджинія Рузіч     | Трейсі Остін Бетті Стеве                  | 3–6, 3–6            |
| Перемога  | 5.   | 1 січня 1979      | Washington, D.C.                     | Килим (i) | Вірджинія Рузіч     | Рене Річардс Шерон Волш                   | 4–6, 6–2, 6–4       |
| Поразка   | 4.   | 20 серпня 1979    | Mahwah                               | Тверде    | Регіна Маршикова    | Трейсі Остін Бетті Стеве                  | 6–7, 6–2, 4–6       |
| Поразка   | 5.   | 7 січня 1980      | Cincinnati                           | Килим (i) | Енн Кійомура        | Лора Дюпонт Пем Шрайвер                   | 3–6, 3–6            |
| Перемога  | 6.   | 27 жовтня 1980    | Стокгольм                            | Килим (i) | Вірджинія Рузіч     | Гана Мандлікова Бетті Стеве               | 6–2, 6–1            |
| Поразка   | 6.   | 10 листопада 1980 | Amsterdam                            | Килим (i) | Джоанн Расселл      | Гана Мандлікова Бетті Стеве               | 6–7, 6–7            |
| Поразка   | 7.   | 6 квітня 1981     | Гілтон-Гед-Айленд                    | Ґрунт     | Пем Шрайвер         | Розмарі Казалс Венді Тернбулл             | 5–7, 5–7            |
| Поразка   | 8.   | 19 жовтня 1981    | Brighton                             | Килим (i) | Пем Шрайвер         | Барбара Поттер Енн Сміт                   | 7–6, 3–6, 4–6       |
| Перемога  | 7.   | 26 жовтня 1981    | Фільдерштадт                         | Килим (i) | Мартіна Навратілова | Барбара Поттер Енн Сміт                   | 6–4, 6–1            |
| Перемога  | 8.   | 1 лютого 1982     | Detroit                              | Килим (i) | Леслі Аллен         | Розмарі Казалс Венді Тернбулл             | 6–4, 6–0            |
| Перемога  | 9.   | 19 квітня 1982    | Амелія-Айланд                        | Ґрунт     | Лесті Аллен         | Барбара Поттер Шерон Волш                 | 6–1, 7–5            |
| Перемога  | 10.  | 30 січня 1983     | Houston                              | Килим (i) | Енн Вайт            | Барбара Поттер Шерон Волш                 | 6–4, 3–6, 7–6(7–4)  |
| Поразка   | 9.   | 16 квітня 1984    | Амелія-Айланд                        | Ґрунт     | Енн Гоббс           | Kathy Йорданія Енн Сміт                   | 4–6, 6–4, 4–6       |
| Перемога  | 11.  | 15 липня 1985     | Gastein Ladies                       | Ґрунт     | Вірджинія Рузіч     | Андреа Голікова Катержина Скронська       | 6–2, 6–3            |

## Виноски
1. ↑  Collins B. The Bud Collins History of Tennis: An Authoritative Encyclopedia and Record Book — 2 — NYC: New Chapter Press, 2010. — P. 695. — ISBN 978-0-942257-70-0
2. ↑  Collins B. The Bud Collins History of Tennis: An Authoritative Encyclopedia and Record Book — 2 — NYC: New Chapter Press, 2010. — P. 694. — ISBN 978-0-942257-70-0
3. ↑  https://web.archive.org/web/20160610210654if_/http://www.wtatennis.com/players/player/3784/title/mima-jausovec

| Тенісист | Це незавершена стаття про тенісиста чи тенісистку. Ви можете допомогти проєкту, виправивши або дописавши її. |